# Villa di Briano
Villa di Briano è un comune italiano di 7 468 abitanti della provincia di Caserta in Campania. Fa parte dell'agro aversano.

## Geografia fisica
In passato appartenente alla cosiddetta Terra di Lavoro, è al centro di un agglomerato detto agro aversano. Come tutti i comuni aversani, un tempo sotto la provincia di Napoli, passò poi alla provincia di Caserta.

## Storia
Il paese in passato era conosciuto con il nome di Frignano minore (piccolo), fin quando il consiglio comunale del 17 novembre 1950 presieduto dal sindaco Costantino Vanacore, decise di cambiarlo in quello attuale che deriva dal latino ''vallis'' valle e dal nome di persona "Ambriano" che con il tempo è divenuto "Mbriano" e poi Briano.

### Simboli
Lo stemma e il gonfalone sono stati concessi con decreto del presidente della Repubblica del 2 maggio 1996.
Il gonfalone è un drappo di giallo.

## Monumenti e luoghi d'interesse

### Santuario di Maria Santissima di Briano

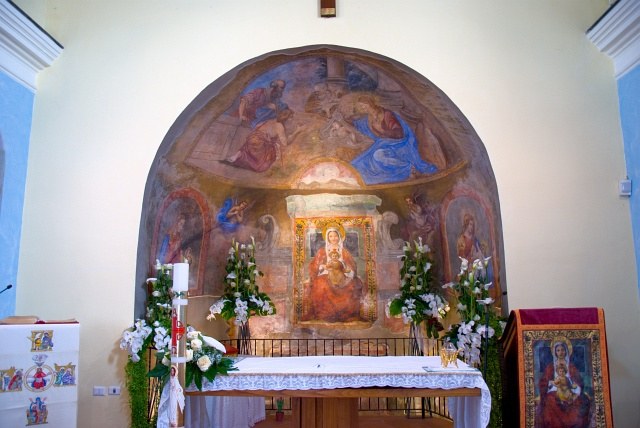
Particolare del Santuario della Madonna di Briano

Il paese è noto soprattutto per l'antica chiesetta di Maria Santissima di Briano che sorge in aperta campagna. La domenica che segue quella della Pasqua cristiana i fedeli provenienti da varie parti della Campania, ma soprattutto dal casertano e napoletano, omaggiano la Madonna di Briano con una festa. I partecipanti solitamente giungono nel paese accompagnati da variopinti carri festanti ricchi di iconografie sacre, danzando e cantando sulle note di famosi canti popolari. Il lunedì in Albis, inoltre, è il momento in cui lo spirito religioso si fonde con il desiderio di divertirsi: decine di carri allegorici giungono dai paesi limitrofi e "i vattienti" danno adito ad una frenesia incontenibile.

### Chiesa di Maria Santissima Assunta in Cielo
La chiesa di Maria Santissima Assunta in Cielo rappresentata la Chiesa madre del paese e fu edificata su un'antica Cappella prima dell'anno mille, infatti agli atti diocesani era indicata come parrocchia già nel 1342. Fu ristrutturata intorno al 1700 con stile barocco, ma in seguito subì altre modifiche: a tre navate, ha struttura a forma latina con una cupola che sovrasta il presbiterio. La chiesa si eleva di circa due metri dal livello stradale; la sopraelevazione comprende un sagrato di forma semicircolare con 11 gradini in pietre selciate; presenta un ingresso principale e due laterali, tre navate ed è in stile barocco e rinascimentale. La facciata conserva lo stile settecentesco; nella parte alta sono riprodotte, in stucco, la Santissima Trinità e l'Assunzione di Maria Vergine. All'interno, vicino all'entrata, si ammira un antico battistero costituito da un monoblocco in marmo. L'interno è ricco di affreschi che conferiscono all'ambiente un'atmosfera "caratteristica". Essa si differenzia dalle altre chiese della diocesi di Aversa soprattutto per la posizione del suo campanile, che può definirsi inconsueta, in quanto esso si eleva nella stessa struttura della chiesa e non ai lati. Il campanile che consta di tre piani, funge anche da torre civica.

## Società

### Evoluzione demografica
Abitanti censiti

### Religione
I Brianesi oltre ad essere devoti alla Vergine “Maria SS. Assunta in Cielo”, che ne rappresenta la patrona, lo sono anche per la Madonna di Briano alla quale, è stato dedicato un Santuario. Tale tempietto, di struttura romanica, rappresenta un vero e proprio punto di riferimento anche per i cittadini dei paesi limitrofi. Chi lo visita per la prima volta, resta sorpreso dalla semplicità di questo edificio, il quale sia esternamente che internamente non presenta alcuna fastosità. I cittadini attribuiscono alla Madonna vari episodi miracolosi tra cui uno avvenuto nel 1656, quando una peste decimò la popolazione di molti paesi campani; a Villa di Briano si ebbero pochissime vittime in seguito ad una processione verso il santuario; ancora oggi, dopo quasi 500 anni, la cittadinanza organizza processioni in segno di ringraziamento e devozione. Il sito ufficiale del Comune e documenti inediti di sindonologi ripresi dalla stampa nazionale ed internazionale, acquisiti da sindonologi ufficiali, hanno illustrato che i familiari e seguaci di Corradino di Svevia, dopo la sconfitta, si rifugiarono nei tunnel del castello Pallavicini per nascondere la sindone.

## Economia
Presenta un'economia legata particolarmente all'agricoltura e all'allevamento di bufale, dalle quali si ricavano ottimi latticini. Le condizioni pedoclimatiche tipiche degli areali di coltivazione di certe zone di Villa di Briano, offrono un prodotto tipico dell'agricoltura campana, “la mela annurca” definita “la regina delle mele” e, metodi tradizionali effettuati ancora a mano per consentirne “l'arrossamento” a terra, inducono in detta mela quella fragranza e quel sapore unico ed inimitabile che la caratterizza. Anche se l'agricoltura rimane l'attività predominante, Villa di Briano ultimamente, esprime un intenso fervore commerciale ed industriale che, riguarda sia la periferia sia il retroterra dell'antico abitato.

## Amministrazione
| Periodo | Periodo   | Primo cittadino        | Partito                            | Carica                    | Note |
| ------- | --------- | ---------------------- | ---------------------------------- | ------------------------- | ---- |
| 1988    | 1991      | Biagio Della Corte     | Democrazia Cristiana               | Sindaco                   |      |
| 1991    | 1992      | Angelo Orabona         |                                    | Commissario prefettizio   |      |
| 1992    | 1992      | Roberto Della Corte    | Democrazia Cristiana               | Sindaco                   |      |
| 1992    | 1994      | Anna Maria Abatemattei | commissario straordinario          | Sindaco                   |      |
| 1994    | 1998      | Roberto Della Corte    | Partito Democratico della Sinistra | Sindaco                   |      |
| 1998    | 2000      | Immacolata Fedele      |                                    | Commissario straordinario |      |
| 2000    | 2001      | Raffaele Zippo         | Lista civica - (L'Ulivo)           | Sindaco                   |      |
| 2001    | 2001      | Giuseppe Di Marino     |                                    | Commissario prefettizio   |      |
| 2001    | 2004      | Giuseppe Di Marino     |                                    | Commissario straordinario |      |
| 2005    | 2006      | Raffaele Zippo         | Lista civica                       | Sindaco                   |      |
| 2006    | 2007      | Maria Luisa Fappiano   |                                    | Commissario prefettizio   |      |
| 2007    | 2007      | Maria Luisa Fappiano   |                                    | Commissario straordinario |      |
| 2007    | 2012      | Dionigi Magliulo       | Lista civica (PD)                  | Sindaco                   |      |
| 2012    | 2015      | Dionigi Magliulo       | Lista civica (PD)                  | Sindaco                   |      |
| 2015    | 2015      | Stefano Italiano       |                                    | Commissario prefettizio   |      |
| 2015    | 2016      | Stefano Italiano       |                                    | Commissario straordinario |      |
| 2016    | 2021      | Luigi Della Corte      | Lista civica                       | Sindaco                   |      |
| 2021    | in carica | Luigi Della Corte      | Lista civica                       | Sindaco                   |      |

## Camorra
Villa di Briano è (Insieme a San Cipriano d'Aversa e Casal di Principe) il paese d'origine e in cui sono stati attivi molti esponenti del clan camorristico dei casalesi, le cui attività illegali si diramano in ampi settori dell'economia locale e regionale, con ramificazioni persino internazionali.
Il paese è citato da Roberto Saviano nel suo romanzo Gomorra, individuandolo uno dei centri indiscussi della camorra casertana. Dopo l'uscita del libro, su volere del Ministero dell'Interno, a Villa di Briano sono stati rafforzati i posti di blocco che ora avvengono sempre con i Carabinieri, Polizia di Stato ed Esercito.
L'amministrazione del comune è stata sciolta due volte per infiltrazioni camorristiche (1992-1998).